# Morelia oenpelliensis
Morelia oenpelliensis là một loài rắn trong họ Pythonidae. Loài này được Gow mô tả khoa học đầu tiên năm 1977.